# Farigia montana
Farigia montana är en fjärilsart som beskrevs av Druce 1898. Farigia montana ingår i släktet Farigia och familjen tandspinnare. Inga underarter finns listade i Catalogue of Life.